# 泰尔尼耶
泰尔尼耶（法語：Tergnier，法語發音：[tɛʁɲe]），法国北部城市，上法兰西大区埃纳省的一个市镇，隶属于拉昂区，其市镇面积为17.95平方公里，2022年1月1日时人口数量为13,261人，在法国城市中排名第718位。
泰尔尼耶位于埃纳省西部，瓦兹河右岸，是一个区域性的中心城市，克雷伊－热蒙铁路和亚眠－拉昂铁路在此交汇，其城市因铁路而兴，被称为“铁路城”（ville du chemin de fer）。

## 地名来源
“泰尔尼耶”一名来源尚有待探究，一般认为“泰尔”一名来自古拉丁语“thero”，意为“丘陵”；“尼耶”则源于“lacus”，意为“农庄”。该名称最初以“Terignae”的形式被记载。

## 历史

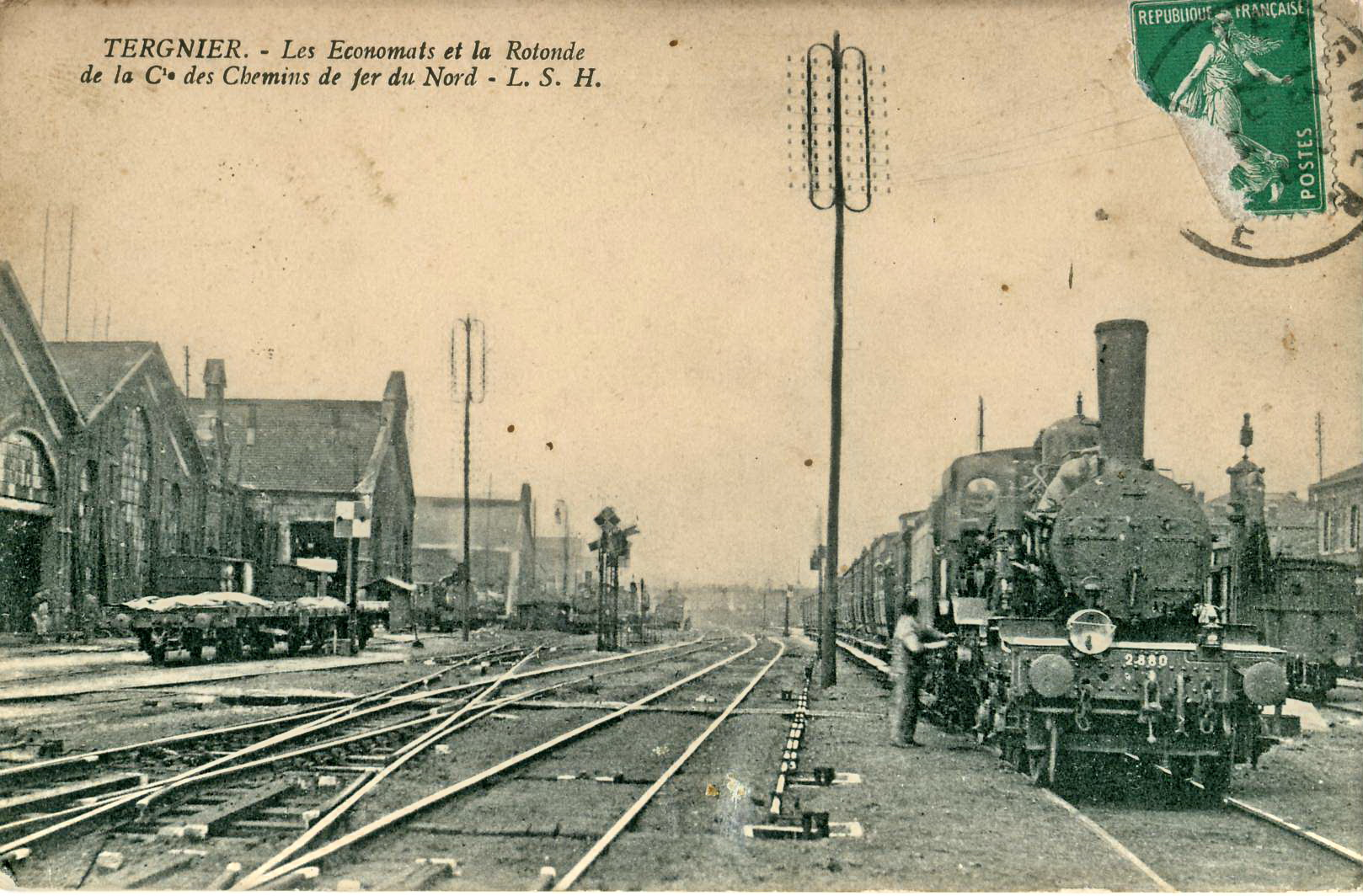
19世纪末的泰尔尼耶火车站

泰尔尼耶历史上长期为一处普通农村，直至17世纪时才有了明确的文献记载。法国大革命后，泰尔尼耶成为武埃勒市镇的组成部分，1800年，经埃纳省政府批准，泰尔尼耶从武埃勒独立划作市镇，彼时，当地人口数量不到300。工业革命期间，泰尔尼耶成为重要的铁路枢纽，克雷伊－热蒙铁路和亚眠－拉昂铁路在此交汇，当地出现了大量铁路工人居民区，人口数量快速增加，并由此出现了学校、工厂等设施。第一次世界大战期间，泰尔尼耶作为重要铁路枢纽而成为军事攻击目标，泰尔尼耶火车站在1918年的一次轰炸中被完全摧毁，战后逐渐恢复重建。泰尔尼耶于1974年合并了相邻的武埃勒和法尔尼耶两个市镇，1992年又与凯西合并。

## 地理

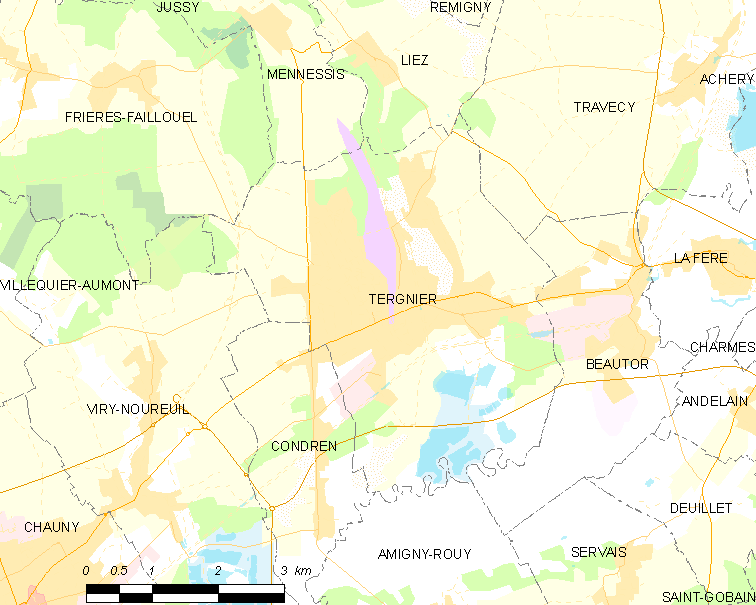
泰尔尼耶市镇范围地图

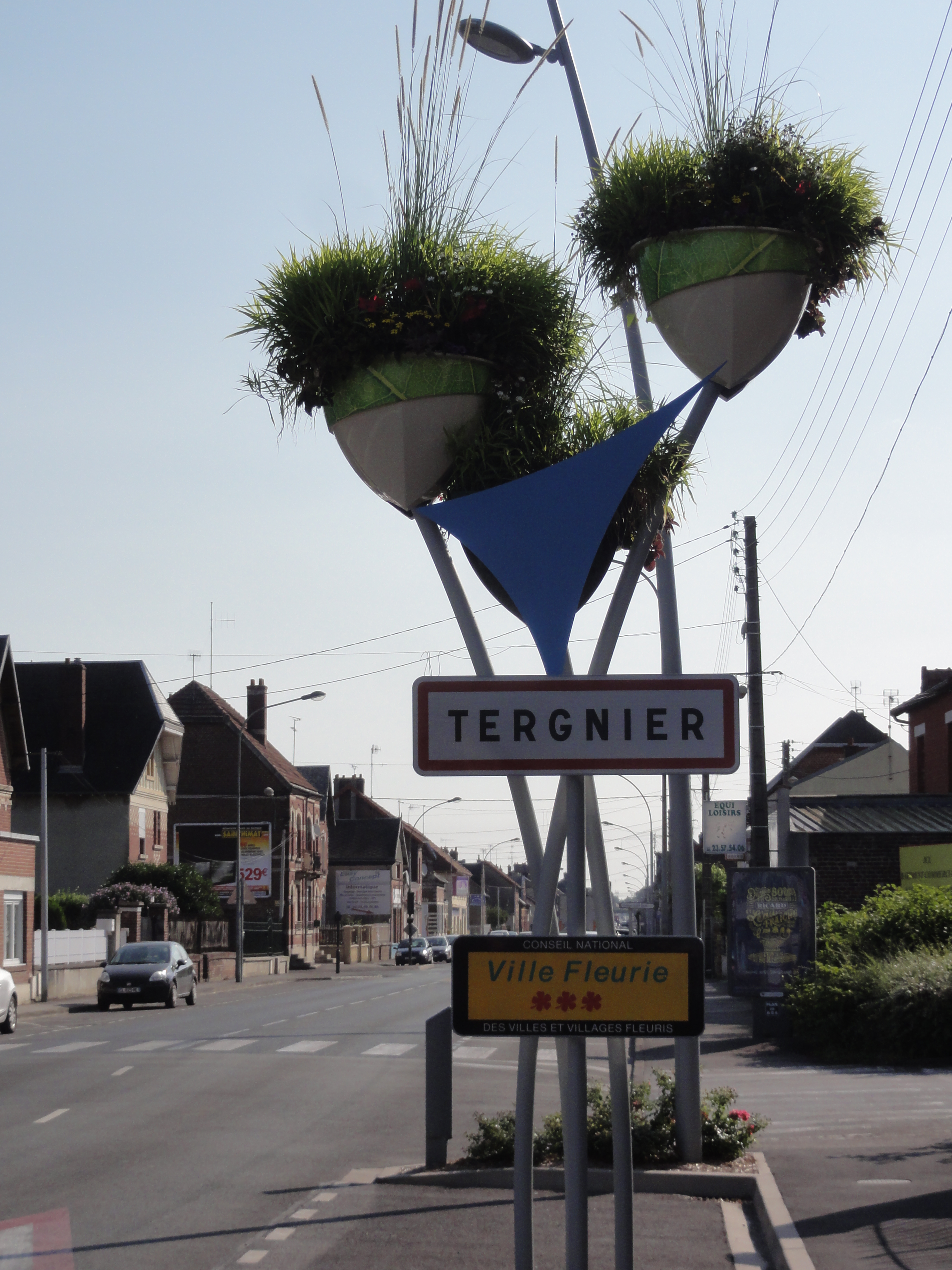
泰尔尼耶入城路牌

泰尔尼耶位于法国北部，上法兰西大区中东部和埃纳省西部，距离省会拉昂大约29公里。与泰尔尼耶接壤的市镇包括：阿米尼鲁伊、博托尔、孔德朗、弗里耶尔-法尤埃勒、利耶、梅内西、特拉沃西、维里-努勒伊。

### 地形
泰尔尼耶位于瓦兹河中游平原腹地，境内以平原为主，市镇中心地势平坦，全境海拔在44到90米之间。

### 水文
瓦兹河干流自东北向西南流经境内南部，属于塞纳河流域；另有人工开凿的圣康坦运河流经市中心。

### 植被
泰尔尼耶属于温带阔叶混交林区，瑟利耶公园（Parc Sellier）位于市政厅附近，是当地主要的城市绿地，林地则广泛分布于河流附近。
在鲜花城市的评比中，泰尔尼耶被评为3星级鲜花城市。

### 气候
泰尔尼耶在柯本气候分类法中属于温带海洋性气候。
距离泰尔尼耶最近的气象站位于绍尼境内，以下为该气象站的数据（其中日照数据取自圣康坦）：
| 绍尼1981年－2019年  | 绍尼1981年－2019年 | 绍尼1981年－2019年 | 绍尼1981年－2019年 | 绍尼1981年－2019年 | 绍尼1981年－2019年 | 绍尼1981年－2019年 | 绍尼1981年－2019年 | 绍尼1981年－2019年 | 绍尼1981年－2019年 | 绍尼1981年－2019年 | 绍尼1981年－2019年 | 绍尼1981年－2019年 | 绍尼1981年－2019年 |
| 月份                | 1月                | 2月                | 3月                | 4月                | 5月                | 6月                | 7月                | 8月                | 9月                | 10月               | 11月               | 12月               | 全年               |
| ------------------- | ------------------ | ------------------ | ------------------ | ------------------ | ------------------ | ------------------ | ------------------ | ------------------ | ------------------ | ------------------ | ------------------ | ------------------ | ------------------ |
| 历史最高温 °C（°F） | 15.3 (59.5)        | 19 (66)            | 22.5 (72.5)        | 27.6 (81.7)        | 31.1 (88.0)        | 34.8 (94.6)        | 36.8 (98.2)        | 38.6 (101.5)       | 31 (88)            | 27.6 (81.7)        | 20.1 (68.2)        | 17 (63)            | 38.6 (101.5)       |
| 平均高温 °C（°F）   | 6.1 (43.0)         | 7.5 (45.5)         | 11.6 (52.9)        | 14.9 (58.8)        | 19 (66)            | 21.8 (71.2)        | 24.6 (76.3)        | 24.5 (76.1)        | 20.2 (68.4)        | 15.5 (59.9)        | 9.6 (49.3)         | 6 (43)             | 15.1 (59.2)        |
| 日均气温 °C（°F）   | 3.7 (38.7)         | 4.6 (40.3)         | 7.6 (45.7)         | 9.9 (49.8)         | 13.8 (56.8)        | 16.4 (61.5)        | 18.9 (66.0)        | 18.8 (65.8)        | 15.3 (59.5)        | 11.6 (52.9)        | 6.8 (44.2)         | 3.8 (38.8)         | 10.9 (51.6)        |
| 平均低温 °C（°F）   | 1.3 (34.3)         | 1.7 (35.1)         | 3.6 (38.5)         | 4.9 (40.8)         | 8.6 (47.5)         | 11 (52)            | 13.2 (55.8)        | 13.1 (55.6)        | 10.4 (50.7)        | 7.8 (46.0)         | 4 (39)             | 1.6 (34.9)         | 6.8 (44.2)         |
| 历史最低温 °C（°F） | −14 (7)            | −13 (9)            | −11.5 (11.3)       | −3.6 (25.5)        | −0.2 (31.6)        | 2.4 (36.3)         | 5.6 (42.1)         | 5.4 (41.7)         | 0 (32)             | −4 (25)            | −9.3 (15.3)        | −11.7 (10.9)       | −14 (7)            |
| 平均降水量 mm（）   | 56.7 (2.23)        | 56.6 (2.23)        | 59.6 (2.35)        | 50.7 (2.00)        | 59.4 (2.34)        | 59.5 (2.34)        | 66.6 (2.62)        | 67.6 (2.66)        | 49.6 (1.95)        | 66.1 (2.60)        | 60.9 (2.40)        | 71.1 (2.80)        | 724.4 (28.52)      |
| 月均日照時數        | 68                 | 75                 | 128.3              | 174.8              | 198.7              | 203.5              | 208.2              | 206.6              | 162.1              | 116.9              | 66.7               | 51.1               | 1,659.9            |
| 来源：infoclimat.fr |                    |                    |                    |                    |                    |                    |                    |                    |                    |                    |                    |                    |                    |

## 行政区划
泰尔尼耶是法国上法兰西大区埃纳省的一个市镇，编号为02738。泰尔尼耶隶属于拉昂区和埃纳省第四选区，管理泰尔尼耶县，同时也是绍尼-泰尔尼耶-拉费尔城市圈公共社区的组成部分。
法国国家统计与经济研究所（简称）在进行数据统计时，将泰尔尼耶及相邻的另外6个市镇设为泰尔尼耶城市核心区以及泰尔尼耶城市区。自2020年起，泰尔尼耶城市区被包含14个市镇的泰尔尼耶城市辐射区代替。此外，还将泰尔尼耶市镇分为了6个“块区”（IRIS），以便于统计人口分布情况。

## 交通

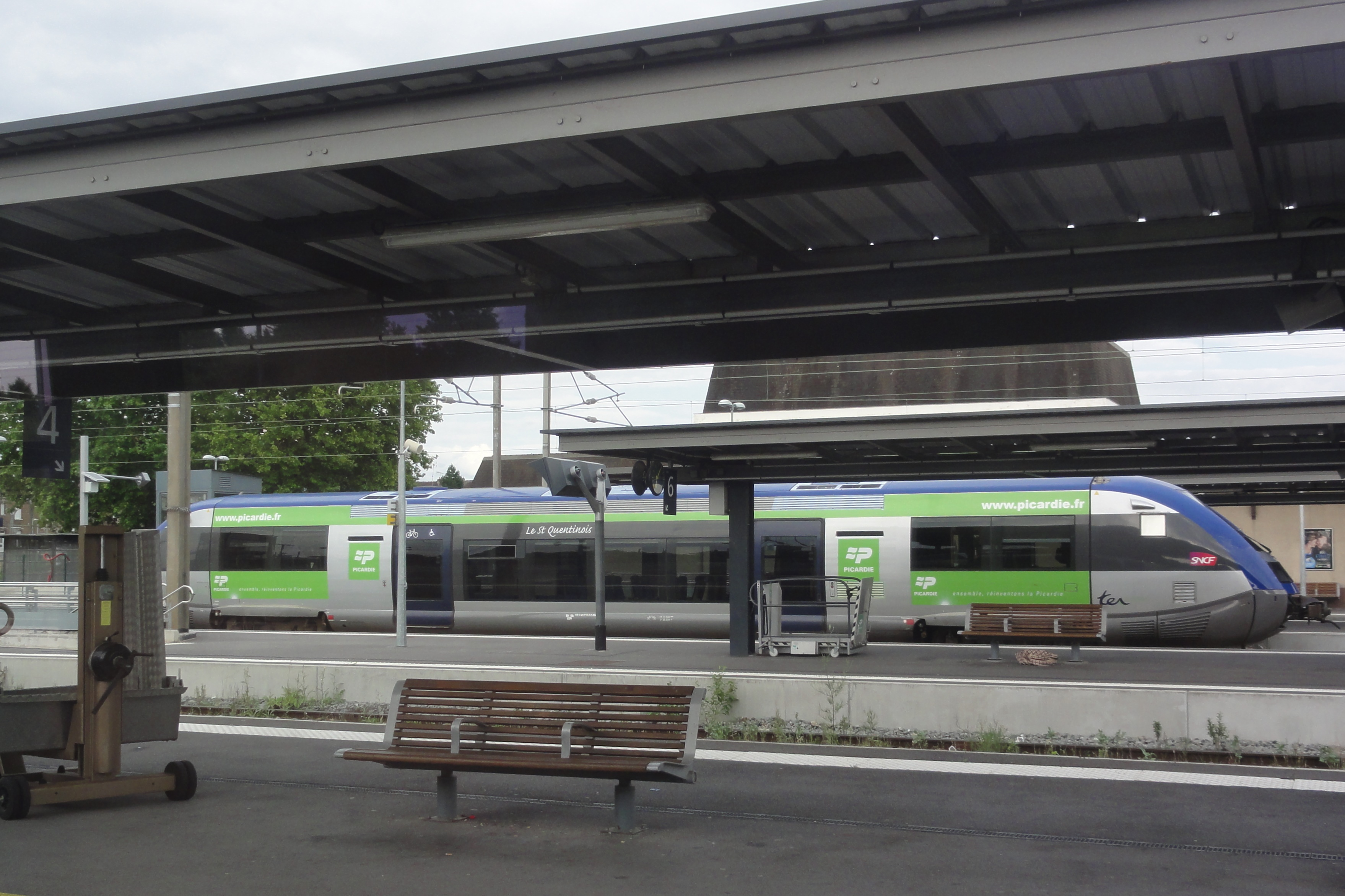
泰尔尼耶火车站的站台

### 公路
埃纳省省道D1线、D32线、D53线、D55线和D1032线在泰尔尼耶境内交汇，上法兰西大区下属的城际客运提供巴士线路，可前往周边部分市镇。
2017年，67.5%的泰尔尼耶家庭拥有至少一辆私人汽车。2019年，泰尔尼耶境内共发生各类交通事故7起，造成1人遇难，8人受伤。

### 铁路
泰尔尼耶位于克雷伊－热蒙铁路和亚眠－拉昂铁路的交汇处，是法国北部的一个重要铁路枢纽。泰尔尼耶站位于市区南部，停靠前往巴黎、莫伯日、亚眠和拉昂四个方向的区域列车。

### 航空
距离泰尔尼耶最近的民用航空站为博韦-蒂耶机场，距离泰尔尼耶市中心的公路里程约108公里。

### 城市公共交通
绍尼-泰尔尼耶城市公共交通（商业名称为）是当地的城市公共交通系统。截至2021年6月，该系统共包括5条常规公交线路，其中三条（1路、4路、5路）经过泰尔尼耶市区内。

## 政治

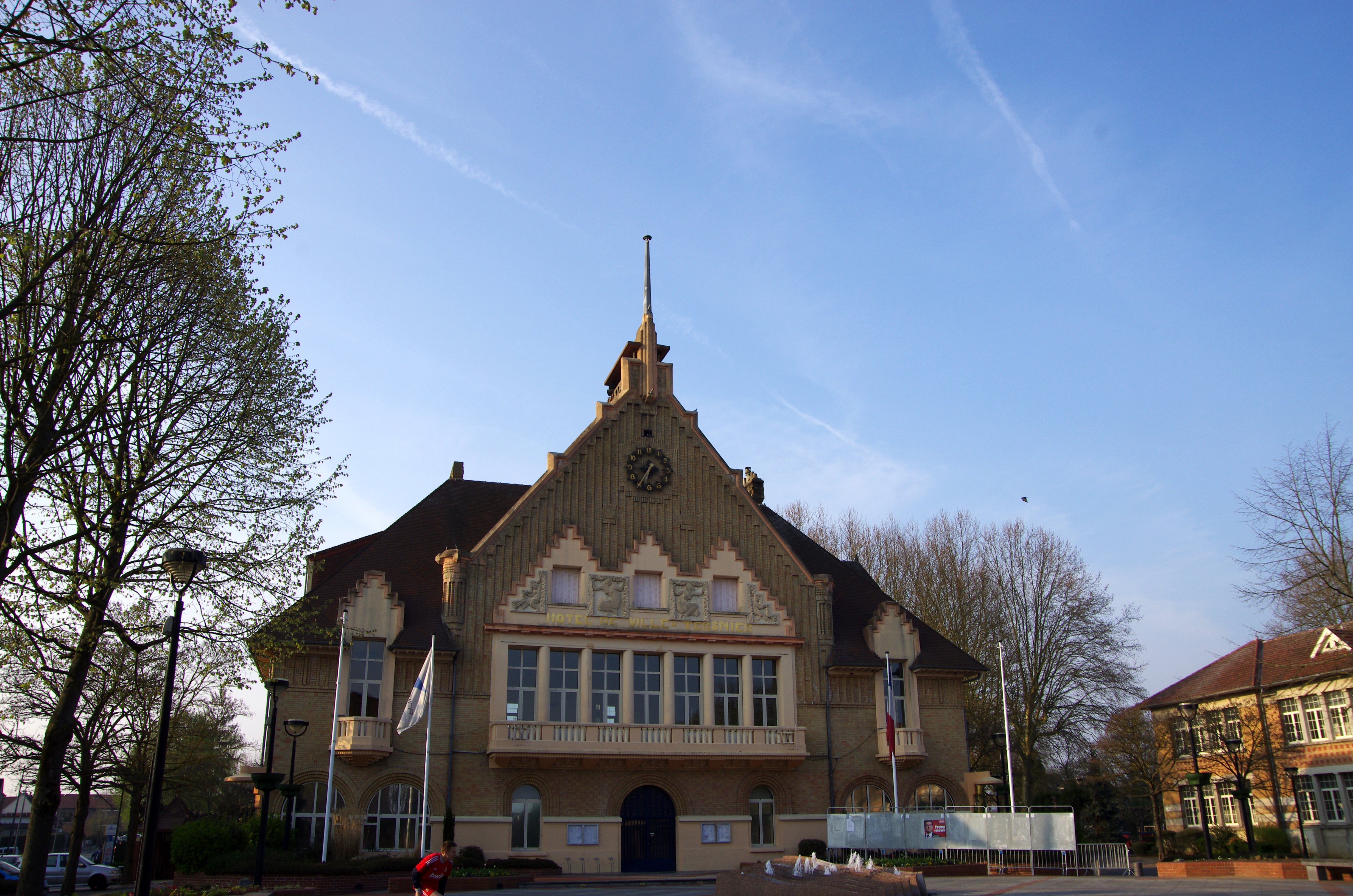
泰尔尼耶市政厅

泰尔尼耶的现任市长为米歇尔·卡罗先生（Michel Carreau），他是法国共产党的一名成员，在2020年的市政选举中获得了52.83%的支持率。
在2017年的法国总统大选中，法国极右翼政党民族阵线主席玛丽娜·勒庞在泰尔尼耶获得了56.56%的支持率。
| 泰尔尼耶历届市长 |                                      |                                 |
| 任期             | 市长                                 | 党派                            |
| 1944年－1958年   | Jules Pouillart 朱尔·普亚尔          | 不详                            |
| 1958年－1965年   | Gabriel Locqueneux 加布里埃尔·洛克诺 | 不详                            |
| 1965年－1980年   | Norbert Cerf 诺尔贝·塞尔             | SFIO工人国际法国支部            |
| 1980年－1983年   | Guy Ronsin 居伊·龙桑                 | DVD右翼无党派人士               |
| 1983年－2009年   | Jacques Desallangre 雅克·德萨朗格尔  | PS社会党 →MDC公民运动 →PG左翼党 |
| 2009年－2020年   | Christian Crohem 克里斯蒂安·克罗埃姆 | PS社会党 →DVG左翼无党派人士     |
| 2020年－         | Michel Carreau 米歇尔·卡罗           | PCF法国共产党                   |

## 人口
2018年，泰尔尼耶市镇人口数量为13,547，在法国排名第718位。其中男性6,309人，女性7,147人，75岁及以上人口占7.8%，外籍人口数量为2,823人，人口密度为755人/平方公里，当地居民被称为（男性）或（女性）。2019年，泰尔尼耶境内出生145人，死亡人口128人。
| 泰尔尼耶1936－2018年人口变化情况 | 泰尔尼耶1936－2018年人口变化情况 | 泰尔尼耶1936－2018年人口变化情况 | 泰尔尼耶1936－2018年人口变化情况 | 泰尔尼耶1936－2018年人口变化情况 | 泰尔尼耶1936－2018年人口变化情况 | 泰尔尼耶1936－2018年人口变化情况 | 泰尔尼耶1936－2018年人口变化情况 | 泰尔尼耶1936－2018年人口变化情况 | 泰尔尼耶1936－2018年人口变化情况 | 泰尔尼耶1936－2018年人口变化情况 | 泰尔尼耶1936－2018年人口变化情况 | 泰尔尼耶1936－2018年人口变化情况 | 泰尔尼耶1936－2018年人口变化情况 |
| 来源：Cassini、INSEE             | 来源：Cassini、INSEE             | 来源：Cassini、INSEE             | 来源：Cassini、INSEE             | 来源：Cassini、INSEE             | 来源：Cassini、INSEE             | 来源：Cassini、INSEE             | 来源：Cassini、INSEE             | 来源：Cassini、INSEE             | 来源：Cassini、INSEE             | 来源：Cassini、INSEE             | 来源：Cassini、INSEE             | 来源：Cassini、INSEE             | 来源：Cassini、INSEE             |
| 原市镇                           | 1936                             | 1946                             | 1954                             | 1962                             | 1968                             | 1975                             | 1982                             | 1990                             | 1999                             | 2006                             | 2011                             | 2016                             | 2018                             |
| -------------------------------- | -------------------------------- | -------------------------------- | -------------------------------- | -------------------------------- | -------------------------------- | -------------------------------- | -------------------------------- | -------------------------------- | -------------------------------- | -------------------------------- | -------------------------------- | -------------------------------- | -------------------------------- |
| 泰尔尼耶                         | 4,357                            | 3,370                            | 5,002                            | 5,827                            | 5,949                            | 11,736                           | 12,032                           | 11,698                           | 15,069                           | 14,600                           | 14,135                           | 13,541                           | 13,547                           |
| 法尔尼耶                         | 3,690                            | 3,628                            | 3,786                            | 4,269                            | 4,120                            | 11,736                           | 12,032                           | 11,698                           | 15,069                           | 14,600                           | 14,135                           | 13,541                           | 13,547                           |
| 武埃勒                           | 1,647                            | 1,238                            | 1,532                            | 2,011                            | 2,091                            | 11,736                           | 12,032                           | 11,698                           | 15,069                           | 14,600                           | 14,135                           | 13,541                           | 13,547                           |
| 凯西                             | 3,950                            | 2,310                            | 4,189                            | 4,349                            | 4,086                            | 3,741                            | 3,460                            | 3,212                            | 15,069                           | 14,600                           | 14,135                           | 13,541                           | 13,547                           |

## 经济
泰尔尼耶是一个区域性的中心城市，截至2021年6月，当地共有各类用人单位856家，平均历史为16年，其中98.56%为中小型企业（PME）。（汽车配件生产）、（无机矿物加工）及（销售）是当地2019年营业额最高的三个企业，分别为76,760,568欧元、7,796,834欧元和1,210,391欧元。

## 财政收入
2019年，泰尔尼耶的财政收入总额为17,290,000欧元，财政支出总额为15,376,300欧元，当年的债务总额为6,682,800欧元。2020年，泰尔尼耶共获得5,571,303欧元的国家财政补助，比上一年增加了0.01%。
2017年，泰尔尼耶的人均月收入总额为1,893欧元，其中高级职员为3,199欧元，低于法国平均水平（4,214欧元）；中级职员为2,315欧元，低于法国平均水平（2,353欧元）；普通职员为1,593欧元，亦低于法国平均水平（1,690欧元）。
2017年，泰尔尼耶境内的青壮年（15至64岁）失业率为25.2%，当地35.6%的家庭拥有纳税资格，平均纳税1,535欧元，低于法国平均水平（3,888欧元）。

## 社会事务

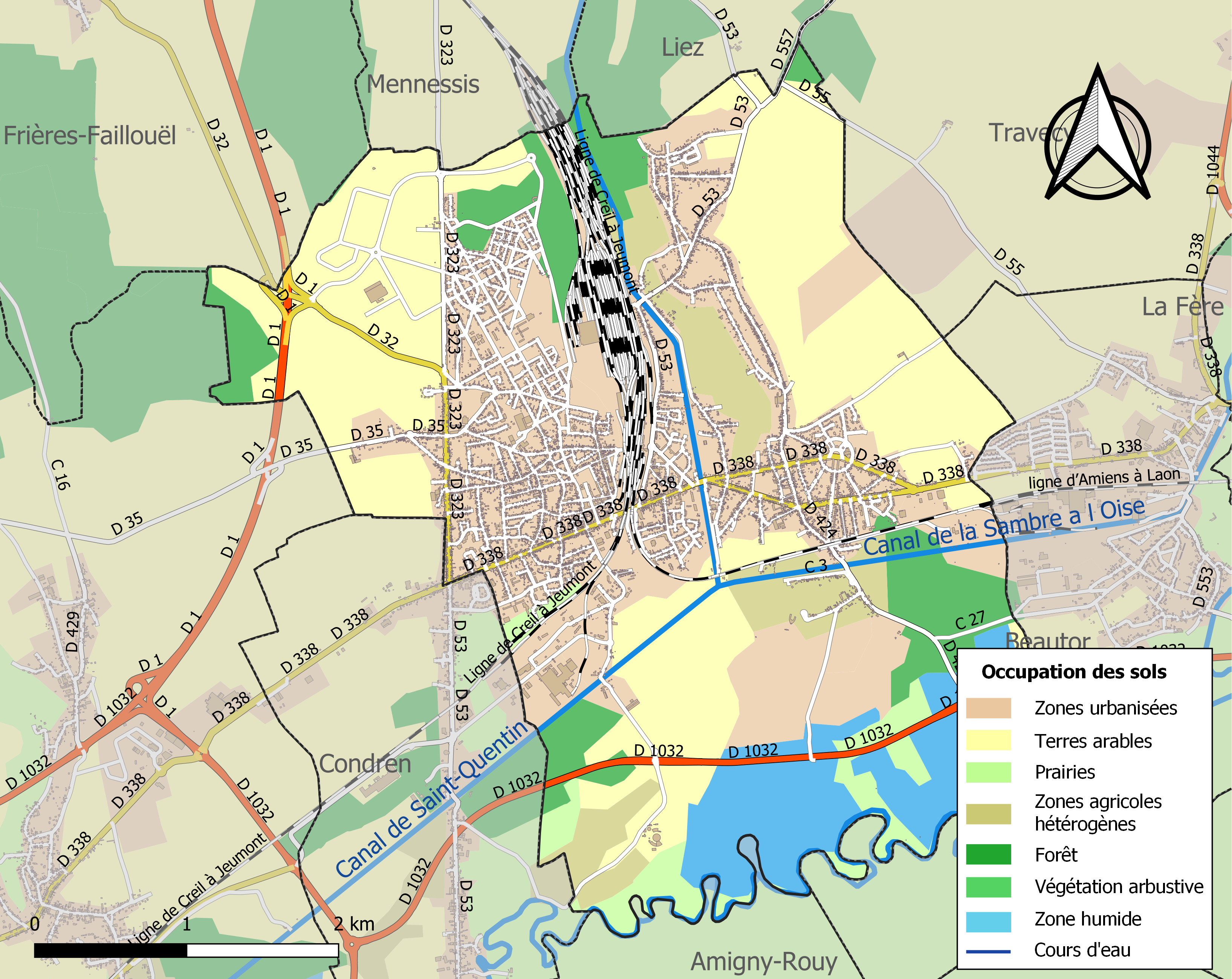
泰尔尼耶土地利用情况地图

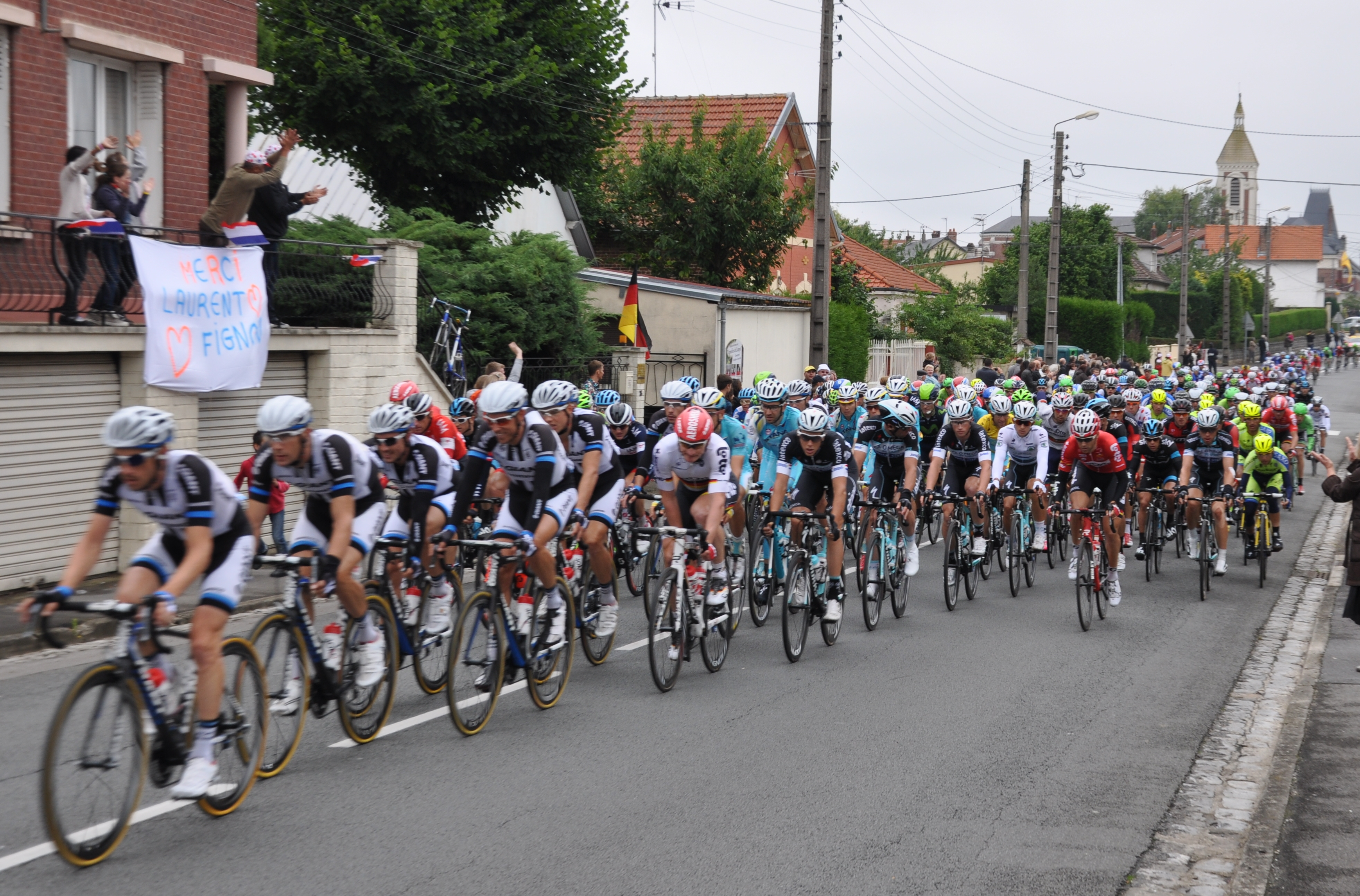
2014年途径泰尔尼耶的环法自行车赛

### 教育
泰尔尼耶属于亚眠学区。截止2019年1月1日，泰尔尼耶境内共有6所幼儿园、8所小学和2所初级中学。2018至2019学年度，泰尔尼耶境内共有在校中等教育阶段学生908名。

### 医疗
截止2019年1月1日，泰尔尼耶境内共有全科医生6名、保健师10名、牙医8名、护士18名、眼科医生1名和助产士1名。境内共有药房6家、养老院2家、残疾人帮扶中心1家。
泰尔尼耶是“绍尼中心医院”（Centre Hospitalier de Chauny）的服务范围，后者是法国的一个区域性医疗机构，其主病区位于绍尼市区，设有床位233个，是当地规模最大的公立综合性医院。

### 住房
2017年，泰尔尼耶境内共有各类住房6,772套，其中72.9%为独立式居民区，26.9%为集中式居民区。常住房屋占泰尔尼耶市镇范围内居民建筑总量的88.9%。
在住房保障政策方面，2017年，泰尔尼耶境内共有1,904户家庭获得了住房经济补助，受益人数占总人口数量的14.1%，其中1,798份为房租补助。

### 商业
2019年，泰尔尼耶境内共有各类实体商铺151家，其中餐厅21家、大型超市4家、杂货店4家、面包房9家、肉铺2家、书店3家、装饰品店1家、银行门店4家、美容美发店13家、汽车维修店13家。市区西部的维里努勒伊境内建有大型开放式商业街区。

### 体育
2019年，泰尔尼耶境内共有3间体育馆、2座综合体育场、6处网球场、4处足球或橄榄球场以及1处篮球或排球场。
泰尔尼耶足球俱乐部（Tergnier Football Club）是当地的代表性足球队，2021至2022赛季参加上法兰西大区足球联赛。

### 环境
泰尔尼耶的环境事务由其所属的公共社区负责。2019年，泰尔尼耶境内共有2家污染企业。

### 治安
2019年，泰尔尼耶市镇范围内有1处派出所。
2014年，泰尔尼耶及附近地区共发生各类案件979起，其中盗窃类案件466起，经济类案件123起，毒品交易类案件74起。

## 文化
2019年，泰尔尼耶境内共有1家电影院和1家博物馆。泰尔尼耶市政府提供多媒体中心，向公众全年开放。

### 建筑
泰尔尼耶境内有多处历史建筑，其中泰尔尼耶圣母教堂（Église Notre-Dame de Tergnier）为当地的代表性建筑物。

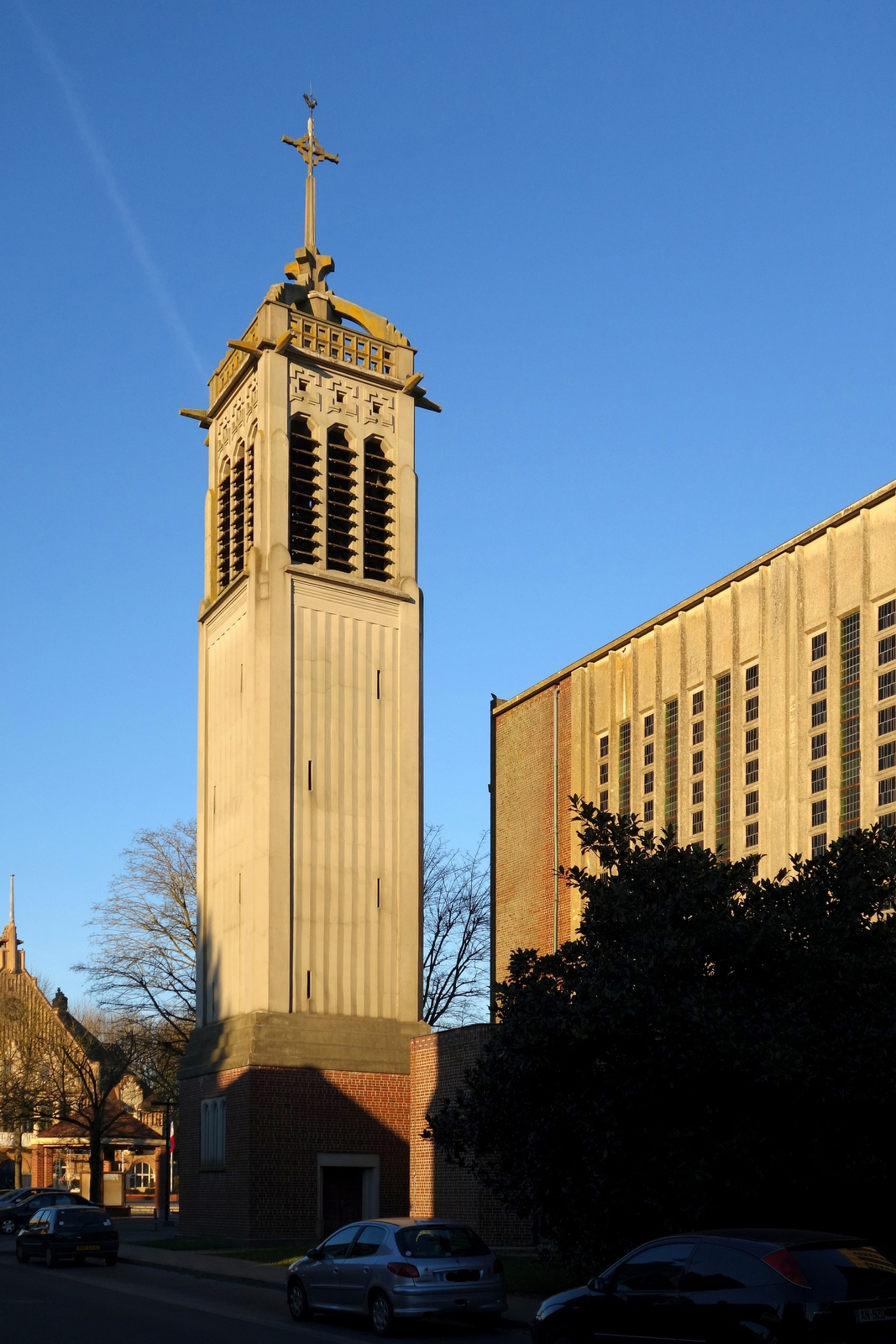
圣母教堂
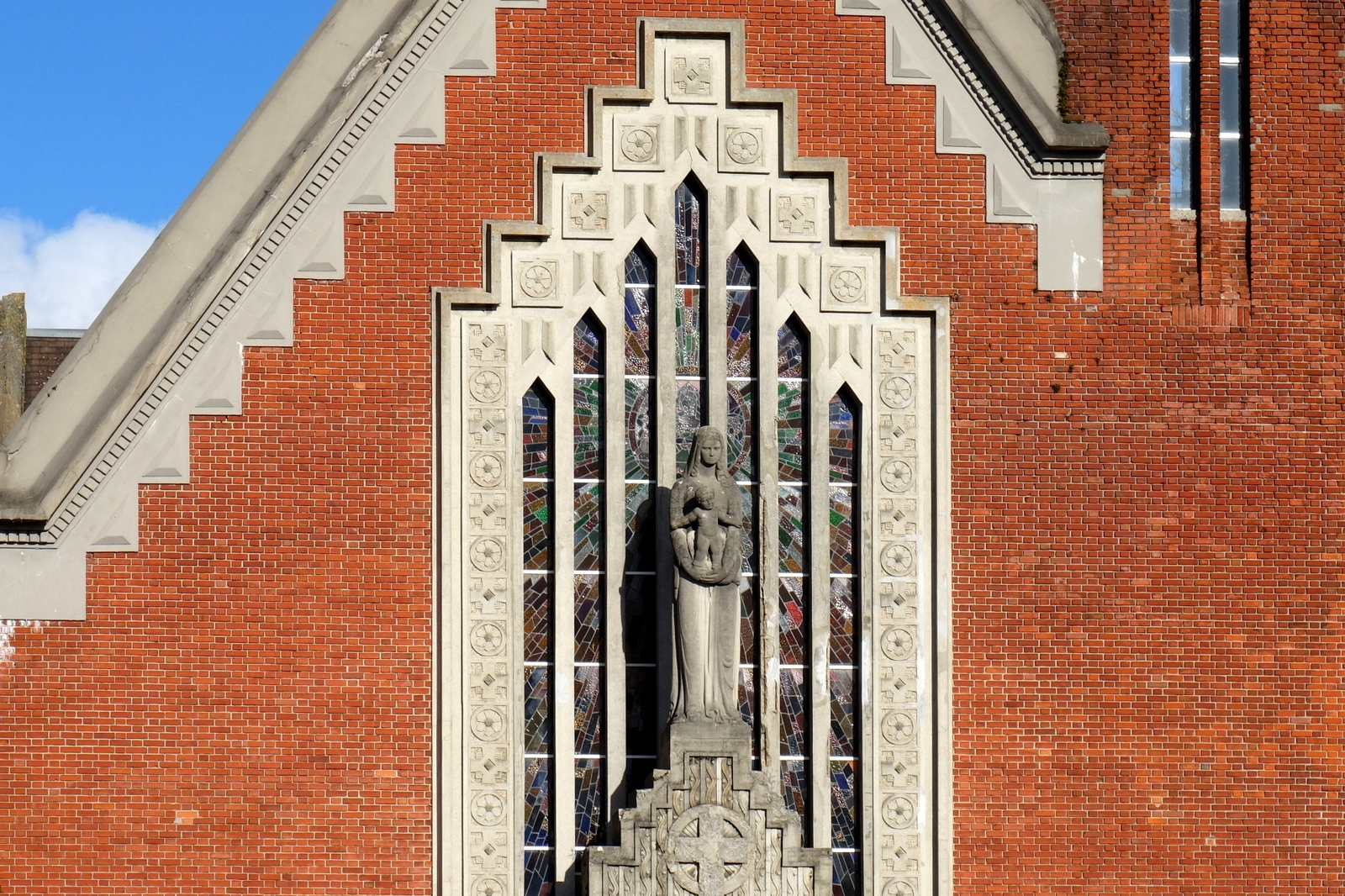
法尔尼耶教堂
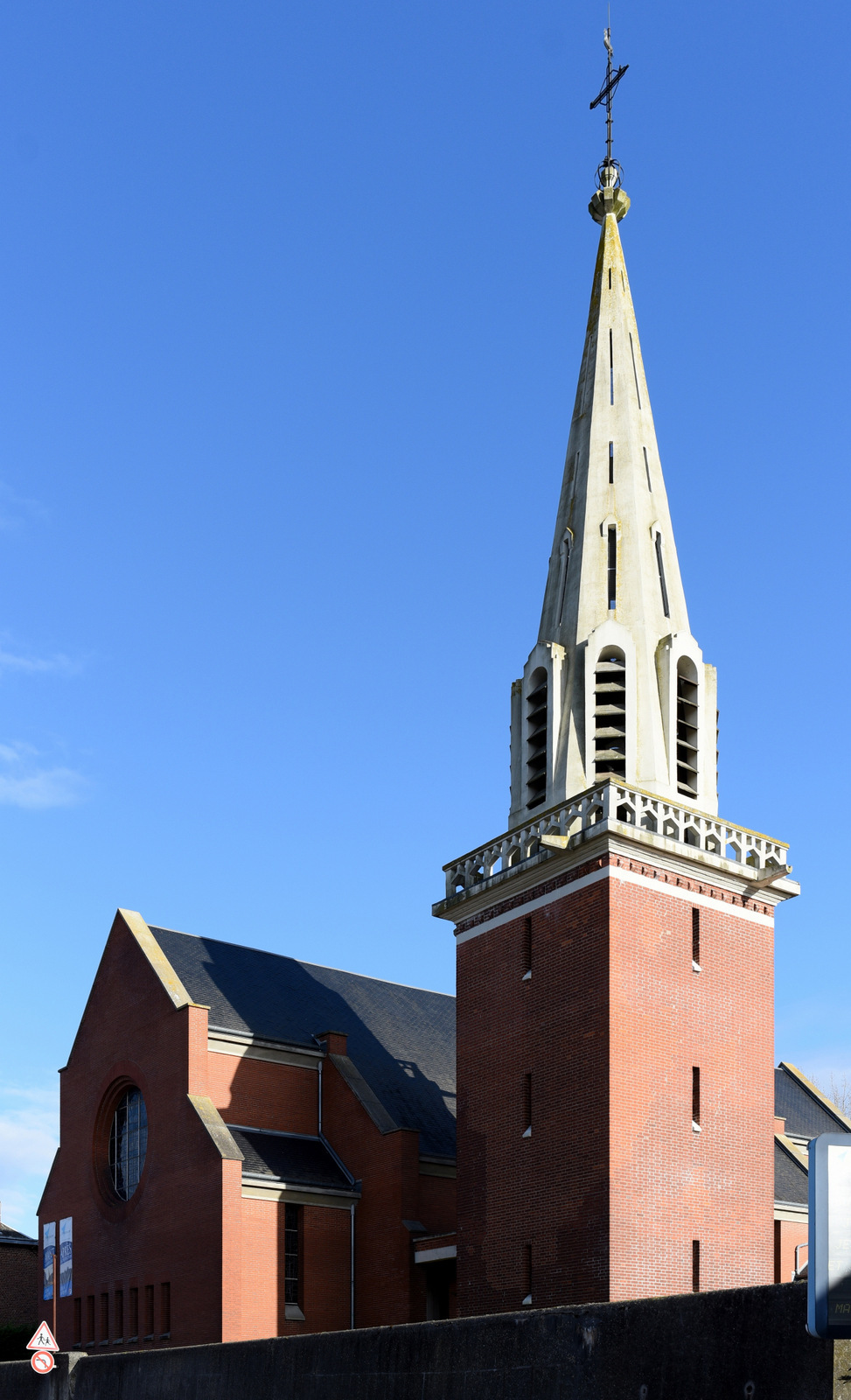
凯西教堂
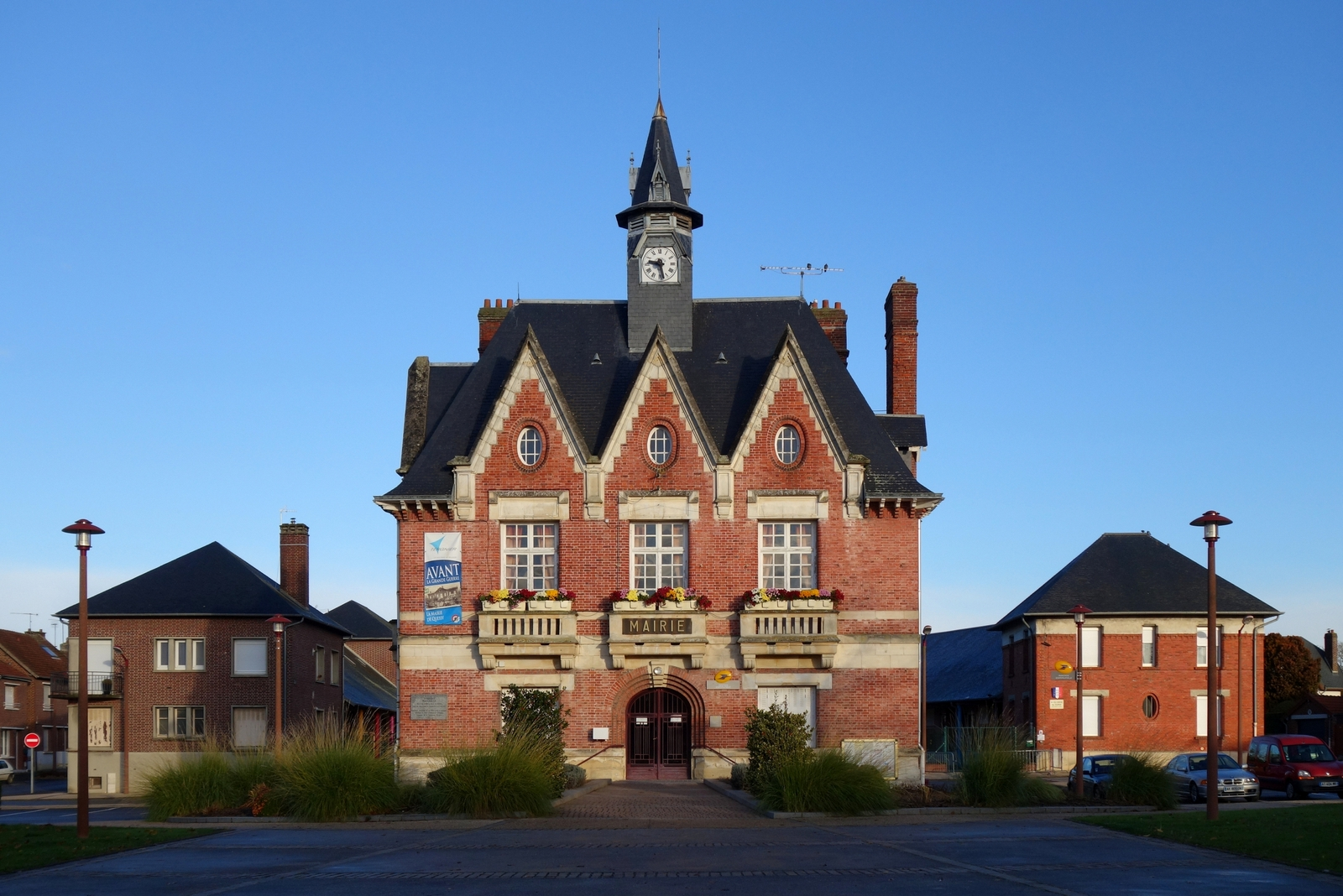
凯西市政厅
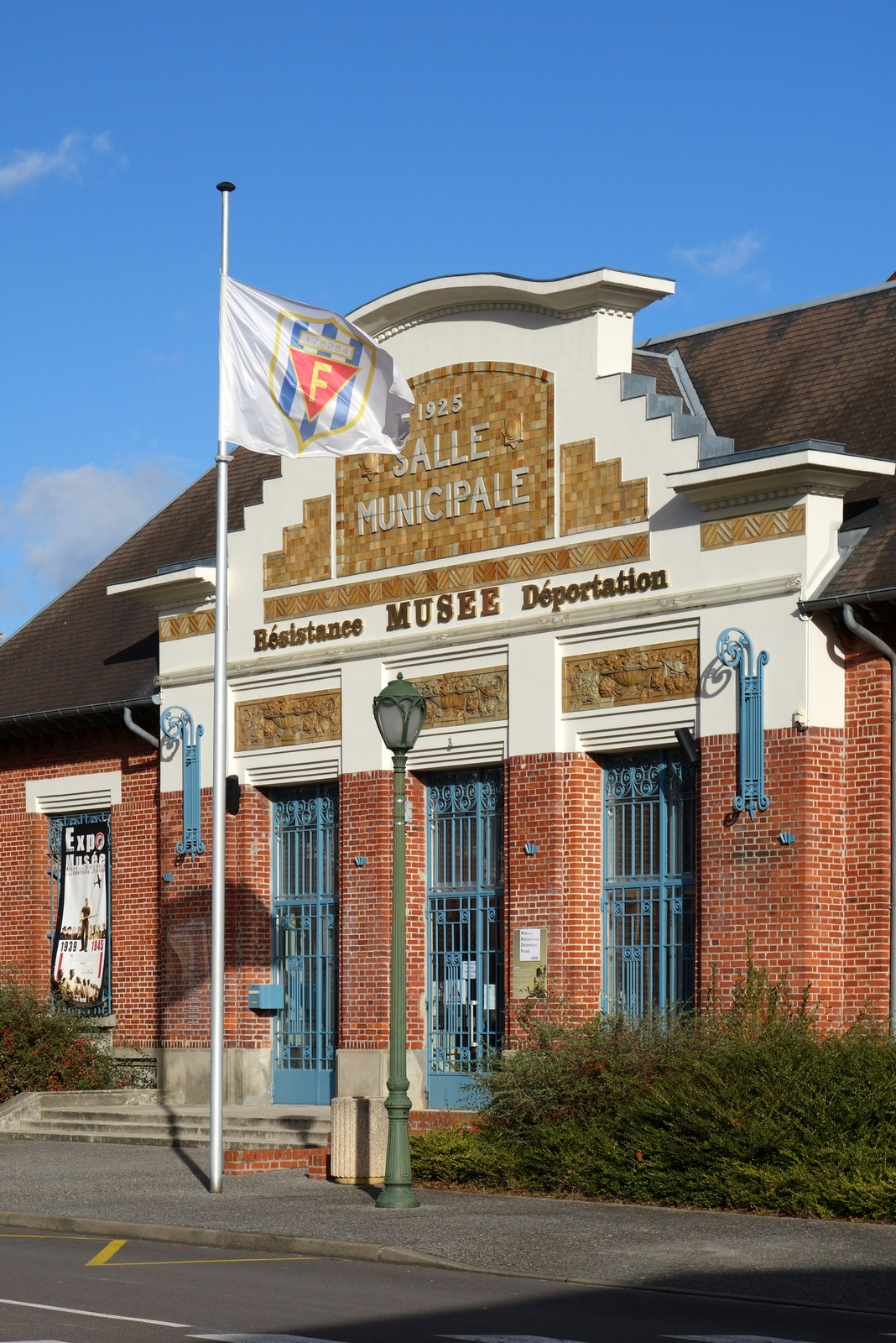
法尔尼耶博物馆
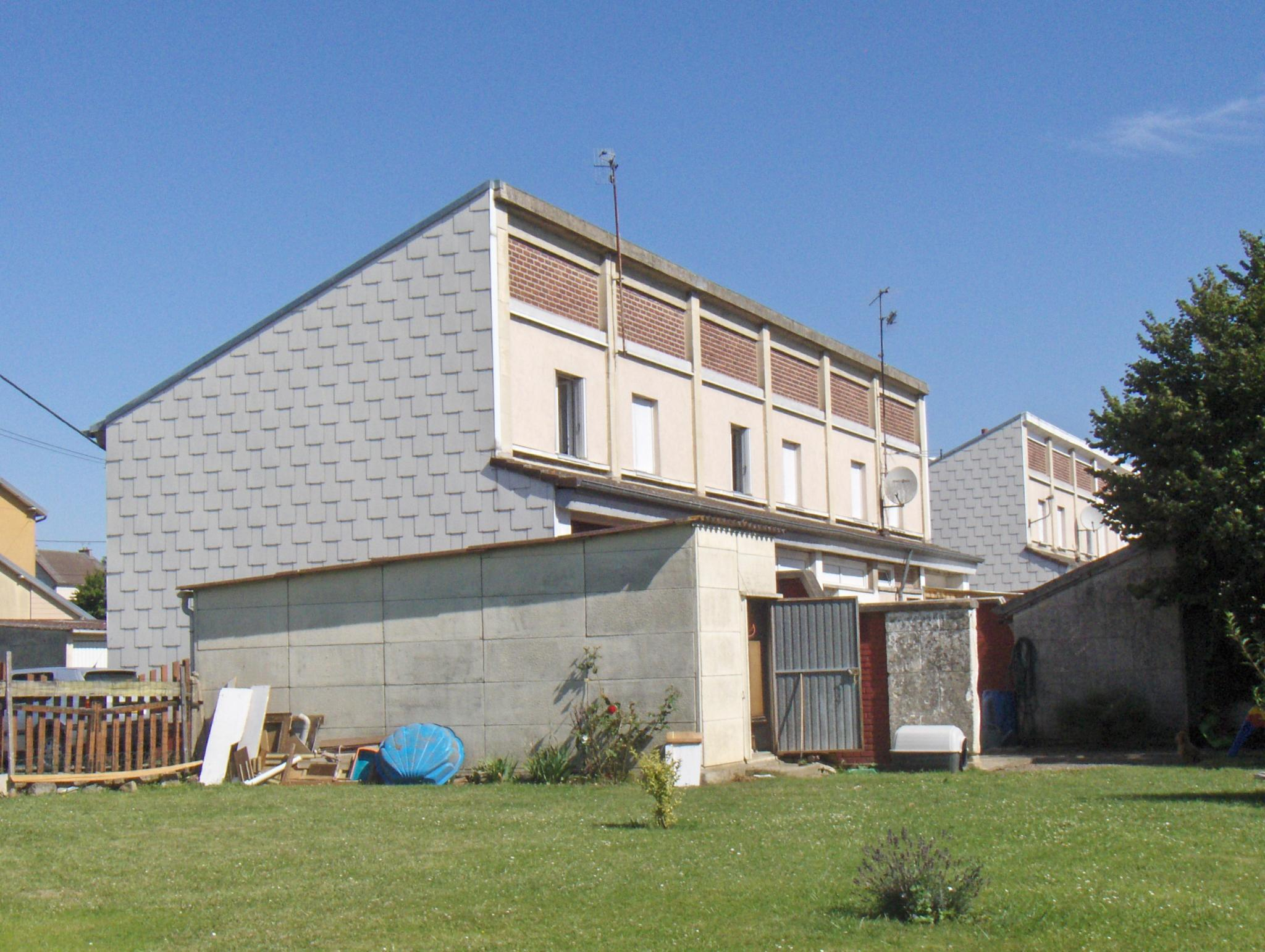
铁路工人宿舍

### 旅游
泰尔尼耶的旅游事务由其所属的公共社区负责。2020年，泰尔尼耶境内共有2个露营地，可容纳共32辆露营车。

### 媒体
法国主要的媒体均可在泰尔尼耶接收，法国电视三台下属的上法兰西大区频道在部分时段播出泰尔尼耶所属区域的地方新闻。

## 友好城市
截至2021年6月，泰尔尼耶共与一座城市互为友好城市关系：
- 德国 沃尔夫哈根